# Duitsland op het Europees kampioenschap voetbal 2016
Duitsland was een van de deelnemende landen aan het Europees kampioenschap voetbal 2016 in Frankrijk. Het was de elfde deelname voor het land, dat in 1972, 1980 en 1996 telkens Europees kampioen werd. Voor Joachim Löw was het derde keer op rij dat hij als bondscoach aan het EK deelnam. Duitsland werd in de halve finale uitgeschakeld door gastland Frankrijk.

## Kwalificatie

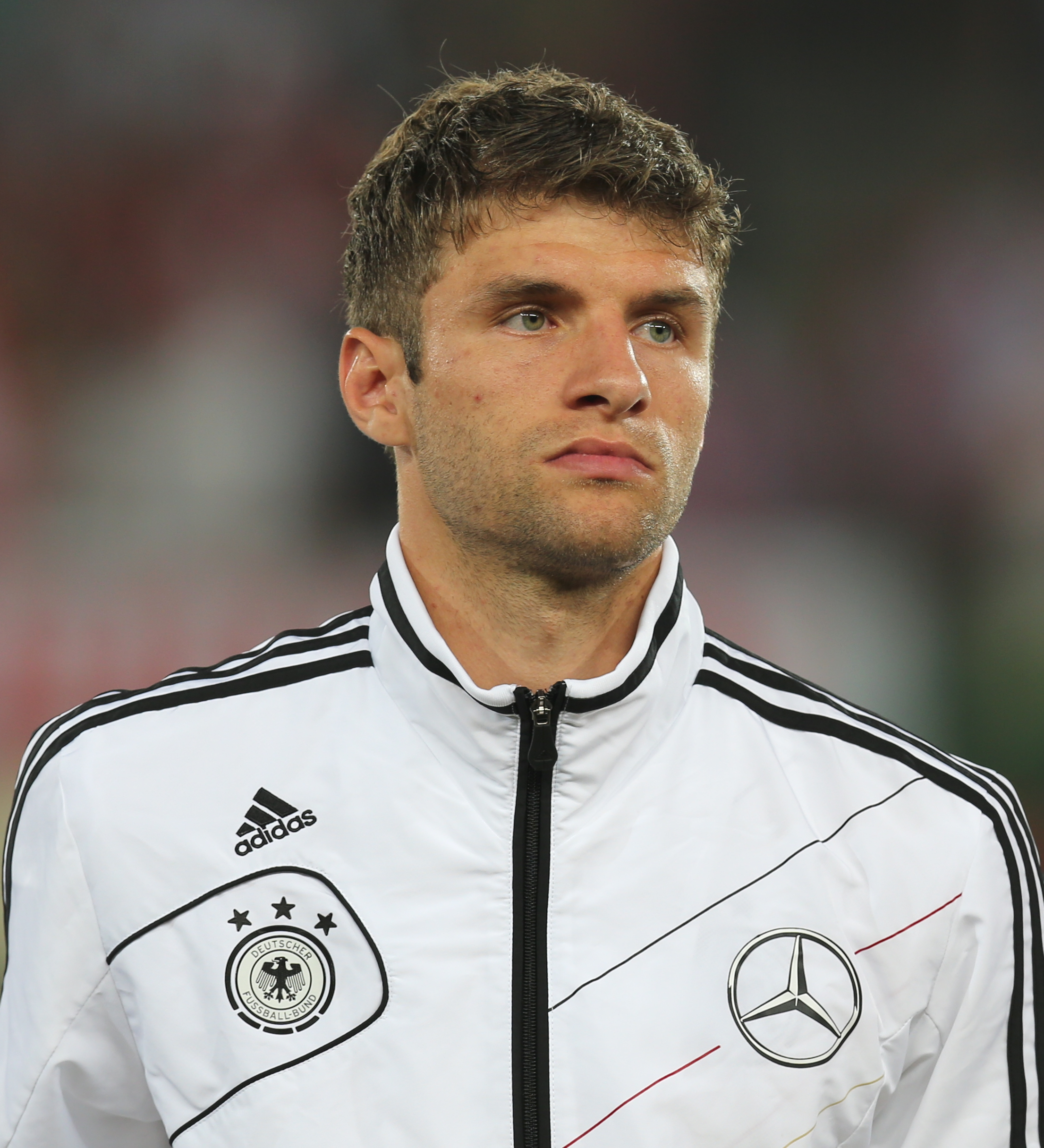
Thomas Müller had met negen doelpunten in evenveel wedstrijden een groot aandeel in de kwalificatie van Duitsland.

Duitsland, dat enkele maanden eerder opnieuw wereldkampioen was geworden, begon op 7 september 2014 aan de EK-kwalificatiecampagne. Het team van bondscoach Joachim Löw won voor eigen volk met 2-1 van Schotland na twee goals van Thomas Müller, die zijn land zowel in de eerste als tweede helft op voorsprong bracht.
Op 11 oktober mocht Duitsland op bezoek bij buurland Polen. Beide landen hadden voor aanvang van het WK 2014 nog tegen elkaar geoefend. Het vriendschappelijke duel werd toen door bondscoach Löw gebruikt om verscheidene spelers te laten debuteren voor die Mannschaft en eindigde in een scoreloos gelijkspel. In de EK-kwalificatiecampagne toonde Polen zich het sterkst. Doelpunten van Arkadiusz Milik en Sebastian Mila bezorgden het thuisland de drie punten.
Na de nederlaag stonden er voor Duitsland drie makkelijke kwalificatiewedstrijden op het programma. Eerst werd het kleine voetballand Gibraltar met 4-0 ingeblikt dankzij goals van Müller (2x), Mario Götze en een eigen doelpunt van de Gibraltarese invaller Yogan Santos, nadien won Duitsland ook van Georgië. Het duel in Tbilisi werd met 0-2 gewonnen na doelpunten van Reus en opnieuw Müller. Tot slot mocht Duitsland het opnieuw opnemen tegen Gibraltar. In het halflege Estádio Algarve ging Duitsland met 0-7 winnen. De uitblinkers waren André Schürrle, die drie keer scoorde en met een assist ploeggenoot Max Kruse op weg zette naar het laatste doelpunt, en Mesut Özil, die na de rust goed was voor drie assists. De interland betekende ook de terugkeer van Bastian Schweinsteiger, die sinds de gewonnen WK-finale van 2014 niet meer in actie was gekomen voor Duitsland. Schweinsteiger startte in de basis en miste na tien minuten een strafschop.
Na de drie makkelijke zeges stond Duitsland op 4 september 2015 opnieuw tegenover Polen. Deze keer trokken de Duitsers aan het langste eind. Müller en Götze bezorgden hun team al na twintig minuten een voorsprong van twee doelpunten. Nog voor de rust kon de Poolse Bayern München-spits Robert Lewandowski de aansluitingstreffer scoren. Met nog iets minder dan tien minuten te spelen in de tweede helft maakte Götze zijn tweede doelpunt van de avond. Door de zege sprong Duitsland over Polen naar de eerste plaats.
Drie dagen later ging Duitsland ook in Schotland winnen. Müller bracht die Mannschaft in de eerste helft twee keer op voorsprong, maar door een eigen doelpunt van Mats Hummels en een goal van James McArthur kwamen de Schotten nog voor de pauze op gelijke hoogte. Bij beide Schotse doelpunten ging doelman Manuel Neuer niet vrijuit. Na de rust zette Duitsland orde op zaken. In de 54e minuut bezorgde middenvelder İlkay Gündoğan zijn land alsnog de drie punten.
Duitsland kon zich op 8 oktober 2015 al kwalificeren voor het EK, maar ging verliezen in Ierland. Het elftal van Löw creëerde voldoende kansen, maar liet zich verrassen door een verre uittrap van reservedoelman Darren Randolph. Shane Long, die nog maar enkele minuten op veld stond, ging met de bal aan de haal en trapte het leer hard voorbij Neuer. Door de zege van Ierland kon Duitsland nog uitgeschakeld worden, maar dan moest het wel verliezen van Georgië en moesten Polen en Ierland in hun laatste duel gelijkspelen. Löw was niet tevreden met de prestatie van zijn elftal in Ierland en schrapte daarom de vrije dag die na de interland gepland was.
Drie dagen later speelde Duitsland voor eigen volk tegen Georgië. De bezoekers beperkten zich hoofdzakelijk tot verdedigen. Duitsland creëerde opnieuw veel kansen, maar onder meer Marco Reus kreeg de bal niet voorbij doelman Nukri Revishvili. Na de rust viel het bevrijdende doelpunt dan toch. Özil werd aangetikt en ging neer in het strafschopgebied. Müller zette de daaropvolgende penalty om. Drie minuten later kwam Georgië op gelijke hoogte. Aanvoerder Dzjaba Kankava nam een hoekschop in één tijd op de voet en verschalkte doelman Neuer met een harde knal. Omdat het op dat ogenblik niet uitgesloten was dat Polen en Ierland gelijk zouden spelen en Georgië ook na de gelijkmaker gevaarlijk bleef, werd het even bibberen voor Duitsland. Uiteindelijk was het invaller Kruse die de kwalificatie veilig stelde. In de 79e minuut plaatste hij het leer op aangeven van Özil voorbij Revishvili.

### Kwalificatieduels
| 7 september 2014 | Duitsland | 2 – 1 | Schotland |
| 11 oktober 2014  | Polen     | 2 – 0 | Duitsland |
| 14 oktober 2014  | Duitsland | 1 – 1 | Ierland   |
| 14 november 2014 | Duitsland | 4 – 0 | Gibraltar |
| 29 maart 2015    | Georgië   | 0 – 1 | Duitsland |
| 13 juni 2015     | Gibraltar | 0 – 7 | Duitsland |
| 4 september 2015 | Duitsland | 3 – 1 | Polen     |
| 7 september 2015 | Schotland | 2 – 3 | Duitsland |
| 8 oktober 2015   | Ierland   | 1 – 0 | Duitsland |
| 11 oktober 2015  | Duitsland | 2 – 1 | Georgië   |

### Stand groep D
| Nr. | Land      | GW | W | G | V  | DV | DT | DS  | Ptn |
| --- | --------- | -- | - | - | -- | -- | -- | --- | --- |
| 1   | Duitsland | 10 | 7 | 1 | 2  | 24 | 9  | +15 | 22  |
| 2   | Polen     | 10 | 6 | 3 | 1  | 33 | 10 | +23 | 21  |
| 3   | Ierland   | 10 | 5 | 3 | 2  | 19 | 7  | +12 | 18  |
| 4   | Schotland | 10 | 4 | 3 | 3  | 22 | 12 | +10 | 15  |
| 5   | Georgië   | 10 | 3 | 0 | 7  | 10 | 16 | -6  | 9   |
| 6   | Gibraltar | 10 | 0 | 0 | 10 | 2  | 56 | -54 | 0   |

### Selectie en statistieken

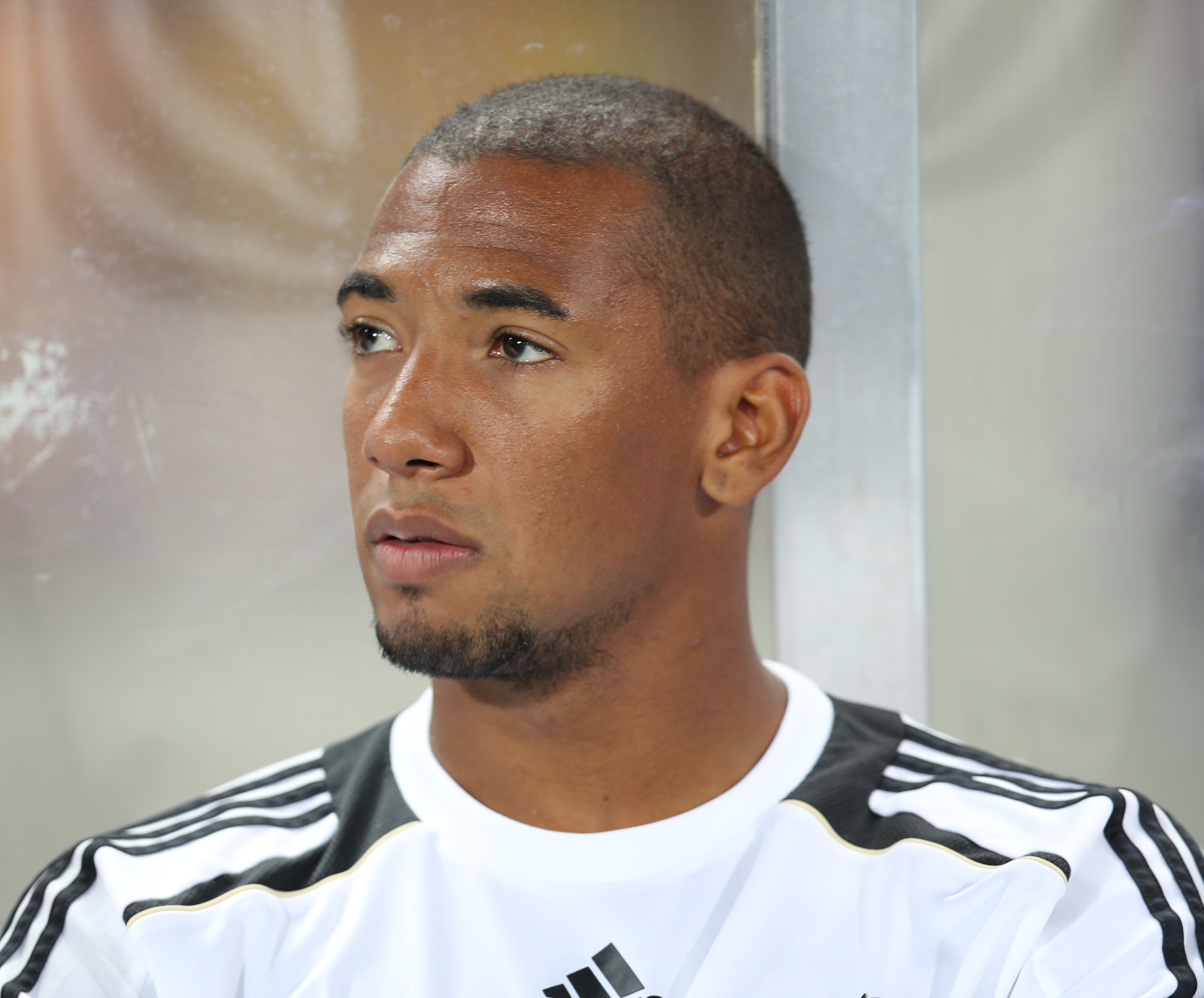
Verdediger Jérôme Boateng miste als enige Duitse speler geen enkele speelminuut tijdens de kwalificatiecampagne.

Bondscoach Joachim Löw maakte tijdens de kwalificatiecampagne gebruik van 29 spelers.
| Naam                   | GW |   | AS |   |   |   |   |   |
| ---------------------- | -- | - | -- | - | - | - | - | - |
| Jérôme Boateng         | 10 | 0 | 0  | 1 | 0 | 0 | 0 | 0 |
| Thomas Müller          | 9  | 9 | 1  | 1 | 0 | 0 | 0 | 1 |
| Mario Götze            | 9  | 3 | 1  | 0 | 0 | 0 | 0 | 5 |
| Toni Kroos             | 9  | 1 | 1  | 1 | 0 | 0 | 0 | 1 |
| Manuel Neuer           | 9  | 0 | 0  | 0 | 0 | 0 | 0 | 0 |
| André Schürrle         | 7  | 3 | 1  | 0 | 0 | 0 | 3 | 3 |
| Karim Bellarabi *      | 7  | 1 | 0  | 1 | 0 | 0 | 2 | 2 |
| Jonas Hector *         | 7  | 0 | 2  | 0 | 0 | 0 | 1 | 0 |
| Lukas Podolski         | 7  | 0 | 1  | 0 | 0 | 0 | 6 | 0 |
| Mats Hummels           | 7  | 0 | 0  | 3 | 0 | 0 | 0 | 0 |
| Mesut Özil             | 6  | 0 | 4  | 0 | 0 | 0 | 0 | 1 |
| Max Kruse              | 5  | 3 | 3  | 0 | 0 | 0 | 4 | 0 |
| İlkay Gündoğan         | 5  | 2 | 0  | 0 | 0 | 0 | 1 | 2 |
| Marco Reus             | 4  | 1 | 0  | 0 | 0 | 0 | 0 | 2 |
| Sebastian Rudy         | 4  | 0 | 1  | 0 | 0 | 0 | 1 | 0 |
| Bastian Schweinsteiger | 4  | 0 | 0  | 2 | 0 | 0 | 0 | 0 |
| Erik Durm              | 4  | 0 | 0  | 1 | 0 | 0 | 0 | 1 |
| Matthias Ginter        | 4  | 0 | 0  | 0 | 0 | 0 | 1 | 2 |
| Christoph Kramer       | 3  | 0 | 0  | 0 | 0 | 0 | 1 | 1 |
| Emre Can *             | 2  | 0 | 0  | 0 | 0 | 0 | 0 | 0 |
| Antonio Rüdiger        | 2  | 0 | 0  | 0 | 0 | 0 | 0 | 1 |
| Julian Draxler         | 2  | 0 | 0  | 0 | 0 | 0 | 1 | 1 |
| Sami Khedira           | 2  | 0 | 0  | 0 | 0 | 0 | 1 | 1 |
| Kevin Volland          | 2  | 0 | 0  | 0 | 0 | 0 | 2 | 0 |
| Lars Bender            | 1  | 0 | 0  | 0 | 0 | 0 | 1 | 0 |
| Benedikt Höwedes       | 1  | 0 | 1  | 0 | 0 | 0 | 0 | 0 |
| Shkodran Mustafi       | 1  | 0 | 0  | 0 | 0 | 0 | 0 | 0 |
| Roman Weidenfeller     | 1  | 0 | 0  | 0 | 0 | 0 | 0 | 0 |
| Patrick Herrmann       | 1  | 0 | 0  | 0 | 0 | 0 | 0 | 1 |

*  Spelers die tijdens een kwalificatiewedstrijd voor het EK 2016 hun debuut maakten voor Duitsland.

## EK-voorbereiding

### Wedstrijden
|                                                   |                         |       |           |                                                                                                |
| 13 november 2015 «onderlinge duels» 21:00 (UTC+1) | Frankrijk               | 2 – 0 | Duitsland | Stade de France, Saint-Denis Toeschouwers: 40.000 Scheidsrechter: Antonio Mateu Lahoz (Spanje) |
| 13 november 2015 «onderlinge duels» 21:00 (UTC+1) | Giroud 45+1' Gignac 86' |       |           | Stade de France, Saint-Denis Toeschouwers: 40.000 Scheidsrechter: Antonio Mateu Lahoz (Spanje) |

|                                                |                     |       |                             |                                                                     |
| 26 maart 2016 «onderlinge duels» 20:45 (UTC+1) | Duitsland           | 2 – 3 | Engeland                    | Olympisch Stadion, Berlijn Scheidsrechter: Gianluca Rocchi (Italië) |
| 26 maart 2016 «onderlinge duels» 20:45 (UTC+1) | Kroos 43' Gómez 57' |       | 61' Kane 75' Vardy 90' Dier | Olympisch Stadion, Berlijn Scheidsrechter: Gianluca Rocchi (Italië) |

|                                                |                                                |       |                 |                                                                    |
| 29 maart 2016 «onderlinge duels» 20:45 (UTC+2) | Duitsland                                      | 4 – 1 | Italië          | Allianz Arena, München Scheidsrechter: Oliver Drachta (Oostenrijk) |
| 29 maart 2016 «onderlinge duels» 20:45 (UTC+2) | Kroos 24' Götze 45' Hector 59' Özil 75' (pen.) |       | 83' El Shaarawy | Allianz Arena, München Scheidsrechter: Oliver Drachta (Oostenrijk) |

|                                              |                  |       |                                |                                                             |
| 29 mei 2016 «onderlinge duels» 17:45 (UTC+2) | Duitsland        | 1 – 3 | Slowakije                      | WWK ARENA, Augsburg Scheidsrechter: Serge Gumienny (België) |
| 29 mei 2016 «onderlinge duels» 17:45 (UTC+2) | Gómez 13' (pen.) |       | 41' Hamšík 44' Ďuriš 52' Kucka | WWK ARENA, Augsburg Scheidsrechter: Serge Gumienny (België) |

|                                              |                            |       |           |                                                                            |
| 4 juni 2016 «onderlinge duels» 19:00 (UTC+2) | Duitsland                  | 2 – 0 | Hongarije | Veltins-Arena, Gelsenkirchen Scheidsrechter: Martin Strömbergsson (Zweden) |
| 4 juni 2016 «onderlinge duels» 19:00 (UTC+2) | Lang 39' (e.d.) Müller 63' |       |           | Veltins-Arena, Gelsenkirchen Scheidsrechter: Martin Strömbergsson (Zweden) |

## Het Europees kampioenschap
De loting vond op 12 december 2015 plaats in Parijs. Duitsland werd ondergebracht in groep C, samen met Oekraïne, Polen en Noord-Ierland. Duitsland en Polen ontmoetten elkaar al in de kwalificatiecampagne voor het EK. Beide landen wonnen toen thuis met twee doelpunten verschil. Op 31 mei 2016 maakte bondscoach Joachim Löw zijn officiële selectie van 23 spelers bekend. Daarin was geen plaats voor Marco Reus. De sterkhouder van Borussia Dortmund werd niet geselecteerd omwille van zijn blessuregevoeligheid. Drie dagen voor de openingswedstrijd van het toernooi raakte Duitsland Antonio Rüdiger kwijt. Hij liep tijdens de eerste training van de selectie in Frankrijk een scheur in de kruisband van zijn rechterknie op. Jonathan Tah sloot hierdoor twee dagen voor het begin van het toernooi nog aan bij de Duitse selectie als zijn vervanger.
Duitsland begon zonder de nog van een blessure herstellende Mats Hummels aan het eerste groepsduel, tegen Oekraïne. Hierin kwam het in de 19e minuut op voorsprong toen Shkodran Mustafi een vrije trap van Toni Kroos binnenkopte. Die stand bleef op het bord staan tot de twee minuten eerder ingevallen Bastian Schweinsteiger in de blessuretijd 2-0 maakte uit een counter, tevens de eindstand. Duitsland speelde de tweede groepswedstrijd tegen Polen. Samen zorgden de twee ploegen voor de eerste 0-0 van het toernooi. In de derde groepswedstrijd was één doelpunt genoeg voor de Duitsers om Noord-Ierland te verslaan: 1-0. De voor de eerst in de basis begonnen Mario Gómez tikte net voor het halfuur een pass van Mesut Özil in een keer door naar Thomas Müller. Die liep het strafschopgebied van de Noord-Ieren in, waarna hij de bal teruglegde en Gómez in de 29e minuut kon scoren. Door deze overwinning bleef Duitsland Polen op basis van doelsaldo voor en won het groep C.
De Duitsers namen het in hun achtste finale op tegen Slowakije, de nummer drie van groep B. Daarbij kwamen ze in de achtste minuut op voorsprong. Kroos trapte een corner van links, die Milan Škriniar in eerste instantie wegkopte. Jérôme Boateng schoot de afvallende bal vervolgens vanaf ± 20 meter ineens vanuit de lucht op het Slowaakse doel, waarna die via de voet van Škriniar in de linkerhoek ging. Duitsland kreeg in de dertiende minuut een penalty. Martin Škrtel duwde Gómez binnen het Slowaakse strafschopgebied in de rug en scheidsrechter Szymon Marciniak zag het. Özil schoot de bal vanaf elf meter naar de rechterhoek, maar doelman Matúš Kozáčik redde. Duitsland kwam net voor rust alsnog op 2-0. Julian Draxler ging op links de Slowaakse verdediger Juraj Kucka voorbij, het strafschopgebied in. Hij gaf de bal daarna af aan Gómez, die vanuit het doelgebied binnentikte in de korte hoek. Draxler maakte in de 63e minuut zelf 3-0, tevens de eindstand. Nadat Kroos de bal opnieuw vanuit een corner voor het doel schoot, ontstond daar een kopduel tussen Hummels en de Slowaakse verdediger Ján Greguš. De bal klutste daaruit met een boogje de richting van Draxler in, die hem vanuit het doelgebied ineens vanuit de lucht in de dichtstbijzijnde bovenhoek schoot. Duitsland ging door naar de kwartfinales.
Duitsland speelde in haar kwartfinale tegen Italië, dat de laatste acht bereikte ten koste van Spanje. De Duitsers maakten in de 65e minuut 1-0. Müller speelde Gómez aan op links, die op zijn beurt Jonas Hector met een steekpass tussen twee tegenstanders door het Italiaanse strafschopgebied instuurde. Zijn voorzet stuitte via het been van Leonardo Bonucci voor de voeten van Özil, die vanaf de rand van het doelgebied raak schoot. Italië kwam in de 78e minuut op 1-1. Alessandro Florenzi kreeg een afgeslagen hoekschop terug en zette opnieuw voor. Boateng ging in het strafschopgebied een kopduel aan met Giorgio Chiellini en raakte de bal daarbij met zijn rechterarm. Scheidsrechter Viktor Kassai gaf een penalty, die Bonucci benutte. Beide ploegen maakten in de overige speeltijd plus verlengingen geen doelpunten meer. Een beslissende strafschoppenreeks was nodig. Italië begon en miste drie van haar eerste vijf penalty's. Invaller Simone Zaza schoot over, Graziano Pellè naast en doelman Manuel Neuer stopte de inzet van Bonucci. Aan de andere kant stopte Gianluigi Buffon een strafschop van Müller, schoot Özil op de paal en miste Schweinsteiger bij een tussenstand van 2-2 de eerste kans om het af te maken door over te schieten. Zowel de Italianen als de Duitsers schoten hun volgende drie strafschoppen raak, waarna Neuer die van invaller Matteo Darmian stopte. Hector benutte de volgende wel. Duitsland ging door naar de halve finales.
Duitsland speelde in de halve finale tegen gastland Frankrijk, dat doordrong tot de laatste vier na confrontaties met achtereenvolgens Roemenië, Albanië, Zwitserland, Ierland en IJsland. Vanwege een schorsing van Hummels en blessures van Gómez en Sami Khedira begonnen de Duitsers met een gewijzigde opstelling aan de wedstrijd. Frankrijk kreeg in de blessuretijd van de eerste helft een strafschop. Schweinsteiger probeerde een hoekschop weg te koppen voor Patrice Evra, maar raakte de bal daarbij op zijn hand. Antoine Griezmann maakte vanaf de penaltystip 0-1. Diezelfde Griezmann maakte in de 72e minuut het tweede en laatste doelpunt van de avond. Na balverlies van Joshua Kimmich in het eigen strafschopgebied, bracht Paul Pogba de bal hoog voor het Duitse doel. Neuer tikte de bal weg, maar in de voeten van de inlopende Griezmann. Hij tikte met de onderkant van zijn linkervoet vervolgens de 0-2 binnen. Daarmee eindigde het EK 2016 voor Duitsland in de halve finales.

### Uitrustingen
| Thuis | Uit | Doelman | Doelman |

### Technische staf
|                 |                               |
| Functie         | Naam                          |
| Bondscoach      | Joachim Löw (foto)            |
| Assistent-coach | Thomas Schneider              |
| Assistent-coach | Marcus Sorg                   |
| Keeperstrainer  | Andreas Köpke                 |
| Fitness coach   | Yann-Benjamin Kugel           |
| Dokter          | Hans-Wilhelm Müller-Wohlfahrt |
| Team manager    | Oliver Bierhoff               |

### Selectie en statistieken
| Nr. | Naam                   | Geboortedatum | GW |   |   |   |   |   |   | Club              | Positie(s)  |
| --- | ---------------------- | ------------- | -- | - | - | - | - | - | - | ----------------- | ----------- |
| 1   | Manuel Neuer           | 27-03-1986    | 6  | 0 | 0 | 0 | 0 | 0 | 0 | Bayern München    | GK          |
| 2   | Shkodran Mustafi       | 17-04-1992    | 2  | 1 | 0 | 0 | 0 | 1 | 0 | Valencia          | CB, RB      |
| 3   | Jonas Hector           | 27-05-1990    | 6  | 0 | 0 | 0 | 0 | 0 | 0 | FC Köln           | LB          |
| 4   | Benedikt Höwedes       | 29-02-1988    | 6  | 0 | 0 | 0 | 0 | 2 | 0 | Schalke 04        | CB, LB      |
| 5   | Mats Hummels           | 16-12-1988    | 4  | 0 | 2 | 0 | 0 | 0 | 0 | Borussia Dortmund | CB          |
| 6   | Sami Khedira           | 04-04-1987    | 5  | 0 | 1 | 0 | 0 | 0 | 3 | Juventus          | CM, DM      |
| 7   | Bastian Schweinsteiger | 01-08-1984    | 5  | 1 | 2 | 0 | 0 | 4 | 1 | Manchester United | CM, DM      |
| 8   | Mesut Özil             | 15-10-1988    | 6  | 1 | 2 | 0 | 0 | 0 | 0 | Arsenal           | AM          |
| 9   | André Schürrle         | 06-11-1990    | 3  | 0 | 0 | 0 | 0 | 3 | 0 | Wolfsburg         | RW, LW, AM, |
| 10  | Lukas Podolski         | 04-06-1985    | 1  | 0 | 0 | 0 | 0 | 1 | 0 | Galatasaray       | CF, LW      |
| 11  | Julian Draxler         | 20-09-1993    | 5  | 1 | 1 | 0 | 0 | 1 | 3 | Wolfsburg         | LW, AM      |
| 12  | Bernd Leno             | 04-03-1992    | 0  | 0 | 0 | 0 | 0 | 0 | 0 | Bayer Leverkusen  | GK          |
| 13  | Thomas Müller          | 13-09-1989    | 6  | 0 | 0 | 0 | 0 | 0 | 0 | Bayern München    | AM, CF      |
| 14  | Emre Can               | 12-01-1994    | 1  | 0 | 1 | 0 | 0 | 0 | 1 | Liverpool         | DM, CB      |
| 15  | Julian Weigl           | 08-09-1995    | 0  | 0 | 0 | 0 | 0 | 0 | 0 | Borussia Dortmund | DM          |
| 16  | Jonathan Tah           | 11-02-1996    | 0  | 0 | 0 | 0 | 0 | 0 | 0 | Bayer Leverkusen  | CB, RB      |
| 17  | Jérôme Boateng         | 03-09-1988    | 6  | 1 | 1 | 0 | 0 | 0 | 3 | Bayern München    | CB          |
| 18  | Toni Kroos             | 04-01-1990    | 6  | 0 | 0 | 0 | 0 | 0 | 0 | Real Madrid       | AM, CM      |
| 19  | Mario Götze            | 03-06-1992    | 4  | 0 | 0 | 0 | 0 | 1 | 3 | Bayern München    | AM, LW, RW  |
| 20  | Leroy Sané             | 11-01-1996    | 1  | 0 | 0 | 0 | 0 | 1 | 0 | Schalke 04        | RW, LW, AM  |
| 21  | Joshua Kimmich         | 08-02-1995    | 4  | 0 | 1 | 0 | 0 | 0 | 0 | Bayern München    | DM, CB      |
| 22  | Marc-André ter Stegen  | 30-04-1992    | 0  | 0 | 0 | 0 | 0 | 0 | 0 | Barcelona         | GK          |
| 23  | Mario Gómez            | 10-07-1985    | 4  | 2 | 0 | 0 | 0 | 1 | 1 | Beşiktaş          | CF          |

### Wedstrijden
| Nr. | Land          | GW | W | G | V | DV | DT | DS | Ptn |
| --- | ------------- | -- | - | - | - | -- | -- | -- | --- |
| 1   | Duitsland     | 3  | 2 | 1 | 0 | 3  | 0  | +3 | 7   |
| 2   | Polen         | 3  | 2 | 1 | 0 | 2  | 0  | +2 | 7   |
| 3   | Noord-Ierland | 3  | 1 | 0 | 2 | 2  | 2  | 0  | 3   |
| 4   | Oekraïne      | 3  | 0 | 0 | 3 | 0  | 5  | -5 | 0   |

#### Groepsfase
|                                               |                                  |       |          | |
| 12 juni 2016 «onderlinge duels» 21:00 (UTC+2) | Duitsland                        | 2 – 0 | Oekraïne | Grand Stade Lille Métropole, Villeneuve-d'Ascq Toeschouwers: 43.035 Scheidsrechter: Martin Atkinson (Engeland) |
| 12 juni 2016 «onderlinge duels» 21:00 (UTC+2) | Mustafi 19' Schweinsteiger 90+2' |       |          | Grand Stade Lille Métropole, Villeneuve-d'Ascq Toeschouwers: 43.035 Scheidsrechter: Martin Atkinson (Engeland) |

| Duitsland | Oekraïne |

| Duitsland:     |    |                        |     |
|                |    |                        |     |
| GK             | 1  | Manuel Neuer           |     |
| RB             | 4  | Benedikt Höwedes       |     |
| CB             | 17 | Jérôme Boateng         |     |
| CB             | 2  | Shkodran Mustafi       |     |
| LB             | 3  | Jonas Hector           |     |
| CM             | 6  | Sami Khedira           |     |
| CM             | 18 | Toni Kroos             |     |
| AM             | 8  | Mesut Özil             |     |
| RW             | 13 | Thomas Müller          |     |
| CF             | 19 | Mario Götze            | 90' |
| LW             | 11 | Julian Draxler         | 78' |
| Wisselspelers: |    |                        |     |
| MF             | 9  | André Schürrle         | 78' |
| MF             | 7  | Bastian Schweinsteiger | 90' |
| Coach:         |    |                        |     |
| Joachim Löw    |    |                        |     |

| Oekraïne:        |    |                        |     |
|                  |    |                        |     |
| GK               | 1  | Andrij Pjatov          |     |
| RB               | 17 | Artem Fedetskyi        |     |
| CB               | 3  | Jevhen Chatsjeridi     |     |
| CB               | 20 | Jaroslav Rakitskiy     |     |
| LB               | 13 | Vjatsjeslav Sjevtsjoek |     |
| CM               | 16 | Serhiy Sydortsjoek     |     |
| CM               | 6  | Taras Stepanenko       |     |
| AM               | 9  | Viktor Kovalenko       | 74' |
| RW               | 7  | Andrij Jarmolenko      |     |
| CF               | 8  | Roman Zozoelja         | 66' |
| LW               | 10 | Jevhen Konopljanka     | 68' |
| Wisselspelers:   |    |                        |     |
| FW               | 11 | Jevhen Seleznjov       | 66' |
| MF               | 21 | Oleksandr Zintsjenko   | 74' |
| Coach:           |    |                        |     |
| Michajlo Fomenko |    |                        |     |

Man van de wedstrijd:

 Toni Kroos

|                                               |           |       |       |                                                                                             |
| 16 juni 2016 «onderlinge duels» 21:00 (UTC+2) | Duitsland | 0 – 0 | Polen | Stade de France, Saint-Denis Toeschouwers: 73.648 Scheidsrechter: Björn Kuipers (Nederland) |
| 16 juni 2016 «onderlinge duels» 21:00 (UTC+2) |           |       |       | Stade de France, Saint-Denis Toeschouwers: 73.648 Scheidsrechter: Björn Kuipers (Nederland) |

| Duitsland | Polen |

| Duitsland:     |    |                  |     |
|                |    |                  |     |
| GK             | 1  | Manuel Neuer     |     |
| RB             | 4  | Benedikt Höwedes |     |
| CB             | 17 | Jérôme Boateng   | 67' |
| CB             | 5  | Mats Hummels     |     |
| LB             | 3  | Jonas Hector     |     |
| CM             | 6  | Sami Khedira     | 3'  |
| CM             | 18 | Toni Kroos       |     |
| AM             | 8  | Mesut Özil       | 34' |
| RW             | 13 | Thomas Müller    |     |
| CF             | 19 | Mario Götze      | 66' |
| LW             | 11 | Julian Draxler   | 72' |
| Wisselspelers: |    |                  |     |
| MF             | 9  | André Schürrle   | 66' |
| FW             | 23 | Mario Gómez      | 72' |
| Joachim Löw    |    |                  |     |

| Polen:         |    |                      |         |
|                |    |                      |         |
| GK             | 22 | Łukasz Fabiański     |         |
| RB             | 20 | Łukasz Piszczek      |         |
| CB             | 15 | Kamil Glik           |         |
| CB             | 2  | Michał Pazdan        |         |
| LB             | 3  | Artur Jędrzejczyk    |         |
| RW             | 16 | Jakub Błaszczykowski | 80'     |
| CM             | 10 | Grzegorz Krychowiak  |         |
| CM             | 5  | Krzysztof Mączyński  | 45' 76' |
| LW             | 11 | Kamil Grosicki       | 55' 87' |
| AM             | 7  | Arkadiusz Milik      |         |
| CF             | 9  | Robert Lewandowski   |         |
| Wisselspelers: |    |                      |         |
| MF             | 6  | Tomasz Jodłowiec     | 76'     |
| MF             | 21 | Bartosz Kapustka     | 80'     |
| MF             | 17 | Sławomir Peszko      | 87'     |
| Coach:         |    |                      |         |
| Adam Nawałka   |    |                      |         |

Man van de wedstrijd:

 Jérôme Boateng

|                                               |               |           |           |                                                                     |
| 21 juni 2016 «onderlinge duels» 18:00 (UTC+2) | Noord-Ierland | 0 – 1     | Duitsland | Parc des Princes, Parijs Scheidsrechter: Clément Turpin (Frankrijk) |
| 21 juni 2016 «onderlinge duels» 18:00 (UTC+2) |               | 29' Gómez |           | Parc des Princes, Parijs Scheidsrechter: Clément Turpin (Frankrijk) |

| Noord-Ierland | Duitsland |

| Noord-Ierland:  |    |                  |     |
|                 |    |                  |     |
| GK              | 1  | Michael McGovern |     |
| RB              | 18 | Aaron Hughes     |     |
| CB              | 20 | Craig Cathcart   |     |
| CB              | 4  | Gareth McAuley   |     |
| LB              | 5  | Jonny Evans      |     |
| RW              | 19 | Jamie Ward       | 70' |
| CM              | 8  | Steven Davis     |     |
| DM              | 13 | Corry Evans      | 84' |
| CM              | 16 | Oliver Norwood   |     |
| LW              | 14 | Stuart Dallas    |     |
| CF              | 11 | Conor Washington | 59' |
| Wisselspelers:  |    |                  |     |
| FW              | 10 | Kyle Lafferty    | 59' |
| FW              | 21 | Josh Magennis    | 70' |
| MF              | 7  | Niall McGinn     | 84' |
| Coach:          |    |                  |     |
| Michael O'Neill |    |                  |     |

| Duitsland:     |    |                        |     |
|                |    |                        |     |
| GK             | 1  | Manuel Neuer           |     |
| RB             | 21 | Joshua Kimmich         |     |
| CB             | 17 | Jérôme Boateng         | 76' |
| CB             | 5  | Mats Hummels           |     |
| LB             | 3  | Jonas Hector           |     |
| CM             | 6  | Sami Khedira           | 69' |
| CM             | 18 | Toni Kroos             |     |
| AM             | 8  | Mesut Özil             |     |
| RW             | 13 | Thomas Müller          |     |
| CF             | 23 | Mario Gómez            |     |
| LW             | 19 | Mario Götze            | 55' |
| Wisselspelers: |    |                        |     |
| MF             | 9  | André Schürrle         | 55' |
| MF             | 7  | Bastian Schweinsteiger | 69' |
| DF             | 4  | Benedikt Höwedes       | 76' |
| Joachim Löw    |    |                        |     |

Man van de wedstrijd:

 Mesut Özil

#### Achtste finale
|                                               |                                  |       |           |                                                                                         |
| 26 juni 2016 «onderlinge duels» 18:00 (UTC+2) | Duitsland                        | 3 – 0 | Slowakije | Grand Stade Lille Métropole, Villeneuve-d'Ascq Scheidsrechter: Szymon Marciniak (Polen) |
| 26 juni 2016 «onderlinge duels» 18:00 (UTC+2) | Boateng 8' Gómez 43' Draxler 63' |       |           | Grand Stade Lille Métropole, Villeneuve-d'Ascq Scheidsrechter: Szymon Marciniak (Polen) |

| Duitsland | Slowakije |

| Duitsland:     |    |                        |     |
|                |    |                        |     |
| GK             | 1  | Manuel Neuer           |     |
| RB             | 21 | Joshua Kimmich         | 46' |
| CB             | 17 | Jérôme Boateng         | 72' |
| CB             | 5  | Mats Hummels           | 67' |
| LB             | 3  | Jonas Hector           |     |
| CM             | 6  | Sami Khedira           | 76' |
| CM             | 18 | Toni Kroos             |     |
| AM             | 8  | Mesut Özil             |     |
| RW             | 13 | Thomas Müller          |     |
| CF             | 23 | Mario Gómez            |     |
| LW             | 11 | Julian Draxler         | 72' |
| Wisselspelers: |    |                        |     |
| DF             | 4  | Benedikt Höwedes       | 72' |
| FW             | 10 | Lukas Podolski         | 72' |
| MF             | 7  | Bastian Schweinsteiger | 76' |
| Coach:         |    |                        |     |
| Joachim Löw    |    |                        |     |

| Slowakije:     |    |                  |       |
|                |    |                  |       |
| GK             | 23 | Matúš Kozáčik    |       |
| RB             | 2  | Peter Pekarík    |       |
| CB             | 3  | Martin Škrtel    | 13'   |
| CB             | 4  | Ján Ďurica       |       |
| LB             | 5  | Norbert Gyömbér  | 84'   |
| DM             | 14 | Milan Škriniar   |       |
| RW             | 19 | Juraj Kucka      | 90+1' |
| CM             | 13 | Patrik Hrošovský |       |
| CM             | 17 | Marek Hamšík     |       |
| LW             | 7  | Vladimír Weiss   | 46'   |
| CF             | 21 | Michal Ďuriš     | 64'   |
| Wisselspelers: |    |                  |       |
| MF             | 6  | Ján Greguš       | 46'   |
| FW             | 9  | Stanislav Šesták | 64'   |
| DF             | 16 | Kornel Saláta    | 84'   |
| Coach:         |    |                  |       |
| Ján Kozák      |    |                  |       |

Man van de wedstrijd:

 Julian Draxler

#### Kwartfinale
|                                              |                                                                         |       |                                                                           |                                                                                                 |
| 2 juli 2016 «onderlinge duels» 21:00 (UTC+2) | Duitsland                                                               | 1 – 1 | Italië                                                                    | Nouveau Stade Bordeaux, Bordeaux Toeschouwers: 38.764 Scheidsrechter: Viktor Kassai (Hongarije) |
| 2 juli 2016 «onderlinge duels» 21:00 (UTC+2) | Özil 65'                                                                |       | 78' (pen.) Bonucci                                                        | Nouveau Stade Bordeaux, Bordeaux Toeschouwers: 38.764 Scheidsrechter: Viktor Kassai (Hongarije) |
| 2 juli 2016 «onderlinge duels» 21:00 (UTC+2) | Strafschoppen                                                           |       |                                                                           | Nouveau Stade Bordeaux, Bordeaux Toeschouwers: 38.764 Scheidsrechter: Viktor Kassai (Hongarije) |
| 2 juli 2016 «onderlinge duels» 21:00 (UTC+2) | Kroos Müller Özil Draxler Schweinsteiger Hummels Kimmich Boateng Hector | 6 – 5 | Insigne Zaza Barzagli Pellè Bonucci Giaccherini Parolo De Sciglio Darmian | Nouveau Stade Bordeaux, Bordeaux Toeschouwers: 38.764 Scheidsrechter: Viktor Kassai (Hongarije) |

| Duitsland | Italië |

| Duitsland:     |    |                        |          |
|                |    |                        |          |
| GK             | 1  | Manuel Neuer           |          |
| CB             | 4  | Benedikt Höwedes       |          |
| CB             | 17 | Jérôme Boateng         |          |
| CB             | 5  | Mats Hummels           | 90'      |
| RM             | 21 | Joshua Kimmich         |          |
| CM             | 6  | Sami Khedira           | 16'      |
| CM             | 18 | Toni Kroos             |          |
| LM             | 3  | Jonas Hector           |          |
| AM             | 13 | Thomas Müller          |          |
| AM             | 8  | Mesut Özil             |          |
| CF             | 23 | Mario Gómez            | 72'      |
| Wisselspelers: |    |                        |          |
| MF             | 7  | Bastian Schweinsteiger | 16' 112' |
| MF             | 11 | Julian Draxler         | 72'      |
| Coach:         |    |                        |          |
| Joachim Löw    |    |                        |          |

| Italië:        |    |                      |        |
|                |    |                      |        |
| GK             | 1  | Gianluigi Buffon     |        |
| CB             | 15 | Andrea Barzagli      |        |
| CB             | 19 | Leonardo Bonucci     |        |
| CB             | 3  | Giorgio Chiellini    | 120+1' |
| RM             | 8  | Alessandro Florenzi  | 86'    |
| CM             | 14 | Stefano Sturaro      | 56'    |
| DM             | 18 | Marco Parolo         | 59'    |
| CM             | 23 | Emanuele Giaccherini | 103'   |
| LM             | 2  | Mattia De Sciglio    | 57'    |
| CF             | 9  | Graziano Pellè       | 91'    |
| CF             | 17 | Éder                 | 108'   |
| Wisselspelers: |    |                      |        |
| DF             | 4  | Matteo Darmian       | 86'    |
| MF             | 20 | Lorenzo Insigne      | 108'   |
| FW             | 7  | Simone Zaza          | 120+1' |
| Coach:         |    |                      |        |
| Antonio Conte  |    |                      |        |

Man van de wedstrijd:

 Manuel Neuer

#### Halve finale
|                                              |           |                             |           |                                                                                         |
| 7 juli 2016 «onderlinge duels» 21:00 (UTC+2) | Duitsland | 0 – 2                       | Frankrijk | Stade Vélodrome, Marseille Toeschouwers: 64.078 Scheidsrechter: Nicola Rizzoli (Italië) |
| 7 juli 2016 «onderlinge duels» 21:00 (UTC+2) |           | 45+2' (pen.), 72' Griezmann |           | Stade Vélodrome, Marseille Toeschouwers: 64.078 Scheidsrechter: Nicola Rizzoli (Italië) |

| Duitsland | Frankrijk |

| Duitsland:     |    |                        |           |
|                |    |                        |           |
| GK             | 1  | Manuel Neuer           |           |
| RB             | 21 | Joshua Kimmich         |           |
| CB             | 17 | Jérôme Boateng         | 61'       |
| CB             | 4  | Benedikt Höwedes       |           |
| LB             | 3  | Jonas Hector           |           |
| CM             | 14 | Emre Can               | 36' 67'   |
| CM             | 7  | Bastian Schweinsteiger | 45+1' 79' |
| RW             | 8  | Mesut Özil             | 45+1'     |
| AM             | 18 | Toni Kroos             |           |
| LW             | 11 | Julian Draxler         | 50'       |
| CF             | 13 | Thomas Müller          |           |
| Wisselspelers: |    |                        |           |
| DF             | 2  | Shkodran Mustafi       | 61'       |
| MF             | 19 | Mario Götze            | 67'       |
| MF             | 20 | Leroy Sané             | 79'       |
| Coach:         |    |                        |           |
| Joachim Löw    |    |                        |           |

| Frankrijk:       |    |                     |         |
|                  |    |                     |         |
| GK               | 1  | Hugo Lloris         |         |
| RB               | 19 | Bacary Sagna        |         |
| CB               | 21 | Laurent Koscielny   |         |
| CB               | 22 | Samuel Umtiti       |         |
| LB               | 3  | Patrice Evra        | 43'     |
| CM               | 15 | Paul Pogba          |         |
| CM               | 14 | Blaise Matuidi      |         |
| RW               | 18 | Moussa Sissoko      |         |
| AM               | 7  | Antoine Griezmann   | 90+2'   |
| LW               | 8  | Dimitri Payet       | 71'     |
| CF               | 9  | Olivier Giroud      | 78'     |
| Wisselspelers:   |    |                     |         |
| MF               | 5  | Kingsley Coman      | 71' 75' |
| FW               | 10 | André-Pierre Gignac | 78'     |
| MF               | 6  | Yohan Cabaye        | 90+2'   |
| Coach:           |    |                     |         |
| Didier Deschamps |    |                     |         |

Man van de wedstrijd:

 Antoine Griezmann
DFB · A-internationals · Bondscoaches · Duits vrouwenelftal · Olympisch elftal · Duitsland U21 · Duitsland U20 · Duitsland U19 · Duitsland U18 · Duitsland U17 · Duitsland U16 · Vrouwen U17
1905 – 1919 · 
1920 – 1929 · 
1930 – 1939 · 
1940 – 1949 · 
1950 – 1959 · 
1960 – 1969 · 
1970 – 1979 · 
1980 – 1989 · 
1990 – 1999 · 
2000 – 2009 · 
2010 – 2019 · 
2020 – 2029
EK's: 1972 · 
1976 · 
1980 · 
1984 · 
1988 · 
1992 · 
1996 · 
2000 · 
2004 · 
2008 · 
2012 · 
2016 · 
2020 · 
2024
CC: 1999 · 
2005 · 
2017
WK's: 1934 ·
1938 · 
1954 · 
1958 · 
1962 · 
1966 · 
1970 · 
1974 · 
1978 · 
1982 · 
1986 · 
1990 · 
1994 · 
1998 · 
2002 · 
2006 · 
2010 · 
2014 · 
2018 · 
2022
OS: 1912 ·
1928 ·
1936 ·
2016 ·
2020
Albanië ·
Algerije ·
Argentinië ·
Armenië ·
Australië ·
Azerbeidzjan ·
België ·
Bohemen en Moravië ·
Bolivia ·
Bosnië en Herzegovina ·
Brazilië ·
Bulgarije ·
Canada ·
Chili ·
China ·
Colombia ·
Costa Rica ·
Cyprus ·
DDR ·
Denemarken ·
Ecuador ·
Egypte ·
Engeland ·
Estland ·
Faeröer ·
Finland ·
Frankrijk ·
Georgië ·
Ghana ·
Gibraltar ·
GOS ·
Griekenland ·
Hongarije ·
Ierland ·
IJsland ·
Iran ·
Israël ·
Italië ·
Ivoorkust ·
Japan ·
Joegoslavië ·
Kameroen ·
Kazachstan ·
Koeweit ·
Kroatië ·
Letland ·
Liechtenstein ·
Litouwen ·
Luxemburg ·
Malta ·
Marokko ·
Mexico ·
Moldavië ·
Nederland ·
Nieuw-Zeeland ·
Nigeria ·
Noord-Ierland ·
Noord-Macedonië ·
Noorwegen ·
Oekraïne ·
Oman ·
Oostenrijk ·
Paraguay ·
Peru ·
Polen ·
Portugal ·
Roemenië ·
Rusland ·
Saarland ·
San Marino ·
Saoedi-Arabië ·
Schotland ·
Servië ·
Servië en Montenegro · 
Slovenië ·
Slowakije ·
Sovjet-Unie ·
Spanje ·
Thailand ·
Tsjechië ·
Tsjecho-Slowakije ·
Tunesië ·
Turkije ·
Uruguay ·
Verenigde Arabische Emiraten ·
Verenigde Staten ·
Wales ·
Wit-Rusland ·
Zuid-Afrika ·
Zuid-Korea ·
Zweden ·
Zwitserland
Algerije (1982) · 
Algerije (2014) · 
Argentinië (1986) ·
Argentinië (1990) ·
Argentinië (2006) ·
Argentinië (2014) · 
Australië (2010) ·
België (1980) · 
Brazilië (2002) ·
Brazilië (2014) · 
Chili (1982) ·
Costa Rica (2006) ·
Denemarken (1992) ·
Denemarken (2012) · 
Ecuador (2006) ·
Engeland (1966) ·
Engeland (1982) ·
Engeland (2010) ·
Engeland (2021) ·
Frankrijk (2014) · 
Frankrijk (2021) · 
Ghana (2014) ·
Griekenland (2012) · 
Hongarije (1954, 2) ·
Hongarije (2021) ·
Italië (1982) ·
Italië (2006) ·
Italië (2012) · 
Japan (2022) · 
Kroatië (2008) ·
Mexico (2018) ·
Nederland (1974) ·
Nederland (2012) ·
Oekraïne (2016) ·
Oostenrijk (1982) ·
Oostenrijk (2008) ·
Polen (2006) ·
Polen (2008) ·
Polen (2016) ·
Portugal (2006) ·
Portugal (2008) ·
Portugal (2012) ·
Portugal (2014) ·
Portugal (2021) ·
Servië (2010) ·
Sovjet-Unie (1972) · 
Spanje (1982) ·
Spanje (2008) ·
Spanje (2022) ·
Tsjechië (1996, 2) · 
Tsjecho-Slowakije (1976) ·
Turkije (2008) ·
Verenigde Staten (2014) ·
Zuid-Korea (2018) ·
Zweden (2006)